# Liste de films tournés aux studios de Saint-Maurice
Voici une liste de films tournés aux célèbres studios français studios de Saint-Maurice à Saint-Maurice.

## Années 1930
- 1938 : Katia de Maurice Tourneur[1],[2]
- 1931 : « Marius » de Marcel PAGNOL par Alexander KORDA .

## Années 1940
- 1943 : Le Baron fantôme de Serge de Poligny
- 1945 : Les Visiteurs du soir de Marcel Carné
- 1946 : Le Bateau à soupe de Maurice Gleize[3]
- 1946 : La Belle et la Bête de Jean Cocteau[2]

## Années 1950
- 1950 : Juliette ou la Clé des songes de Marcel Carné[2]
- 1950 : Le Rosier de madame Husson de Jean Boyer
- 1951 : Nous irons à Monte-Carlo de Jean Boyer[2]
- 1955 : Les Diaboliques de Henri-Georges Clouzot[4]
- 1956 :Elena et les Hommes, de Jean Renoir
- 1957 :La Traversée de Paris, de Claude Autant-Lara
- 1957 :Les Lavandières du Portugal de Pierre Gaspard-Huit
- 1958 : Rafles sur la ville de Pierre Chenal
- 1959 : Signé Arsène Lupin de Yves Robert

## Années 1960
- 1960 : Le Président, d'Henri Verneuil
- 1960 : Le Capitan d'André Hunebelle[2]
- 1960 : Fortunat d'Alex Joffé[2]
- 1960 : Les Vieux de la vieille, de Gilles Grangier[5]
- 1961 : Le Miracle des loups d'André Hunebelle
- 1964 : L'Âge ingrat de Gilles Grangier[6]
- 1965 : Belphégor ou le Fantôme du Louvre série télévisée de Claude Barma[7],[2]
- 1965 : Compartiment tueurs de Costa-Gavras[8],[2]
- 1966 : Le Grand Restaurant de Jacques Besnard[2]
- 1967 : Fantomas contre Scotland Yard d'André Hunebelle
- 1968 : Le Pacha de Georges Lautner[2]
- 1969 : Le Cerveau de Gérard Oury[9]
- 1969 : Le Clan des Siciliens d'Henri Verneuil

## Années 1970
- 1971 : La Folie des grandeurs de Gérard Oury
- 1971 : Le Casse de Henri Verneuil
- 1971 : Jo de Jean Girault

## Années 1990
- 1998 : La Kiné série télévisée d'André Chandelle, Aline Issermann[10]